# Манджиев, Аркадий Наминович
Аркадий Наминович Манджиев (11 декабря 1961, Комсомольский, Калмыцкая АССР, РСФСР — 16 мая 2022, Элиста) — советский и российский композитор, исполнитель песен, заслуженный деятель искусств Республики Калмыкия, член Союза композиторов РФ, президент Международной Ассоциации монгольских композиторов, председатель художественного совета Союза композиторов и композиторов — мелодистов Республики Калмыкия. Автор проекта «Международный фестиваль современной музыки монголоязычных народов „Пентатоника“». Герой Калмыкии (2019).

## Биография
Окончил музыкальную школу по классу баяна, отделение народных инструментов Элистинского музыкального училища. Дипломной работой явилось первое сочинение крупной формы «Степные узоры» для оркестра калмыцких народных инструментов. По окончании училища в 1981 году поступает на дирижёрско-хоровое отделение Астраханской консерватории. В 1983 году поступает сразу на второй курс композиторского отделения Казанской государственной консерватории, в класс засл. деятеля искусств Татарстана А. Б. Луппова.
В студенческие годы им написаны: «Детский альбом» (1982) и «Фантазия» (1982) для фортепиано, струнный квартет (1983), вокальный цикл на стихи Д. Кугультинова «Цитаты» (1983), Концерт для флейты с оркестром (1986), Кончерто гроссо (1987), песни на стихи В. Шуграевой, М. Нармаева, обработки калмыцких народных песен для хора.
В 1984—1986 гг. проходит службу в рядах Советской армии в Мурманской области. Под впечатлением сурового климата этого края у композитора появилась идея создания произведения на сюжет сказки «Снежная королева», которая воплотилась в жанре мюзикла. Дипломной работой по окончании консерватории (1989) явились мюзикл «Снежная королева» и Первая симфония. Симфония была исполнена в 1988 году в Элисте Симфоническим оркестром Кабардино-Балкарской филармонии под упр. засл. деятеля Кабардино-Балкарии Б. Темирканова.
После окончания консерватории А. Н. Манджиев организовывает при Калмыцкой филармонии рок-группу «Калмыкия», где является не только руководителем, но и автором и исполнителем песен. Результатом сотрудничества композитора с поэтессой Верой Шуграевой, на стихи которой им уже было написано ранее несколько песен, стало создание для Калмыцкого драматического театра рок-оперы «Нис, керм» («Лети, корабль») на сюжет Д. Дефо «Робинзон Крузо».
1991 год открывает новую страницу творчества композитора. Он обращается к жанру калмыцкой национальной музыки. По заказу Калмыцкого государственного ансамбля песни и танца «Тюльпан» А. Манджиев пишет вокально-хореографическую сюиту «Песнь о народе» по мотивам эпоса «Джангар», а также музыку к танцам: «Ур Сар», «Танец ойратских девушек», «Подарки», «Танец воинов-калмыков участников войны 1812 года», «Вечер в Дацане», «Ойратский стан». Позже он пишет музыку к танцам ансамбля «Ойраты»: «Поклонение Солнцу» и «Танец лам».
С 1990 года А. Манджиев начал сотрудничество с известным балетмейстером, заслуженным деятелем искусства Республики Тува, лауреатом Государственной премии Республики Тува Вячеславом Донгаком. Первая их совместная работа — ламаисткая мистерия «Цам», стала началом многолетнего, плодотворного сотрудничества («Цам», «Богиня Зелёная Тара», «Наездники», «Мингн байр», мюзикл «Девушка, прекрасная как птица»).
В 1994 г. по приглашению Тувинской государственной филармонии А. Манджиев работает над программой Национального ансамбля «Саяны», посвящённой 25-летию коллектива, а также пишет и аранжирует песни для шоу-группы «Аян». Музыка, написанная им в Туве получила высокую оценку в республике, а аранжировки шоу-группы «Аян» были признаны одними из лучших на Международном конкурсе популярной музыки и песни «Голос Азии» (Казахстан, г. Алма-Ата)
Вторая половина 90-х годов ознаменовалась для А. Манджиева новыми премьерами произведений крупной формы: Третья симфония, исполненная Национальным оркестром Калмыкии; музыка к спектаклю «По велению вечного неба», поставленный Национальным музыкально-драматическим театром; балет «Лотос» ансамбля «Тюльпан», мюзикл «Девушка, прекрасная как птица», который в сценической интерпретации Муниципального молодёжного театра эстрады стал наиболее ярким представлением культурной программы XXXIII Всемирной шахматной олимпиады.
Аркадий Манджиев является автором государственного гимна Калмыкии. Им написано более 100 песен. Особое место в вокальном творчестве композитора занимают песни гимнического склада. Одну из них — «Мини Торскн», можно считать подлинным гимном Родине, родной степи.
С 2003 по 2005 год работал министром культуры Республики Калмыкия.
С 2011 по 2022 год — генеральный директор Калмыцкой государственной филармонии.
Скончался 16 мая 2022 года на 61-м году жизни в Элисте. 18 мая 2022 было объявлено днём траура в Калмыкии.